# Вікторин (Свентокшиське воєводство)
Вікторин (пол. Wiktoryn) — село в Польщі, у гміні Цьмелюв Островецького повіту Свентокшиського воєводства.
Населення — 87 осіб (2011).
У 1975-1998 роках село належало до Тарнобжезького воєводства.

## Демографія
Демографічна структура на день 31 березня 2011 року:
|          | Загалом | Допрацездатний вік | Працездатний вік | Постпрацездатний вік |
| -------- | ------- | ------------------ | ---------------- | -------------------- |
| Чоловіки | 44      | 9                  | 30               | 5                    |
| Жінки    | 43      | 4                  | 25               | 14                   |
| Разом    | 87      | 13                 | 55               | 19                   |